# Adriaan Visser
Adriaan Visser (Epe, 25 mei 1951) is een Nederlands voormalig sportbestuurder en voormalig topfunctionaris. Tussen 2009 en 2021 was hij voorzitter van PEC Zwolle. Tot maart 2013 was Visser CEO van SITA Nederland.

## Loopbaan
Na zijn studie Scheikundige Technologie aan de Universiteit van Twente werkte Adriaan Visser voor diverse publieke partijen zoals de Provincie Overijssel en het Waterschap. Vanaf 1985 is Visser actief als CEO. Eerst bij Cleanaway Nederland (1985-1996), vervolgens bij investeringsmaatschappij Reggeborgh (1996-1998) en daarna bij WATCO Nederland (1998-2000). 

### SITA
Visser stond sinds 2000 aan het roer bij afvalspecialist SITA Nederland. Vanaf 2003 was hij tevens de senior vicepresident van SUEZ ENVIRONNEMENT en CEO van SITA NEWS; de samenwerking tussen de SITA-ondernemingen in België, Duitsland, Luxemburg en Nederland. Per 1 maart 2013 ging Visser met vervroegd pensioen.

### PEC Zwolle
Tussen 2009 en 2021 was Visser voorzitter van PEC Zwolle. Hij volgde Arjan Jansen op.